# 马克·约翰逊
马克·约翰逊（英語：Mark Johnson，1957年9月22日—），美国男子冰球运动员，场上位置是前锋。他曾代表美国国家队参加1980年冬季奥林匹克运动会冰球比赛，获得一枚金牌。